# Enikő Barabás
Enikő Barabás (n. 21 iulie 1986, Reghin, Mureș, România) este o canotoare română, laureată cu bronz la Beijing 2008.

## Distincții
- Ordinul “Meritul Sportiv” clasa a III-a cu 2 barete (27 august 2008) [4]

## Legături externe
- Enikő Barabás la Comitetul Olimpic și Sportiv Român (arhivat)
- JO {Jocurile Olimpice, Olympic Games} 2008: Profil Eniko Barabas. Unirea Urziceni, Lidera In Liga I. In Romanian.
- en  Enikő Barabás Arhivat în 10 ianuarie 2021, la Wayback Machine. la FISA WorldRowing.com
- en Enikő Barabás la Olympedia.org